# Halicarcinus varius
Halicarcinus varius är en kräftdjursart som först beskrevs av James Dwight Dana 1851.  Halicarcinus varius ingår i släktet Halicarcinus och familjen Hymenosomatidae. Inga underarter finns listade i Catalogue of Life.